# 차트라파티
차트라파티(마라티어: छत्रपती)는 마라타 제국과 그 후계 국가들인 사타라국, 콜라푸르국에서 사용된 군주 칭호이다. 마라타 제국에서 처음 사용되었으며 마라타 제국이 멸망한 후에는 그 후계 국가들인 사타라국과 콜라푸르국 왕들의 칭호로 사용되었다.